# Seto (harpe)
Pour les articles homonymes, voir Seto (homonymie).
Le seto est un instrument de musique à cordes pincées. C'est une harpe arquée anthropomorphe d'Afrique centrale (République démocratique du Congo) utilisée par les Ngbaka, les Bwaka, les Ngbandi, les Mbanja et les Ngombe.

## Facture
La caisse de résonance en bois monoxyle est anthropomorphe (en forme de personnage debout). Elle a entre 61 et 81 cm de long. Elle est recouverte d'une membrane animale cousue ou d'une plaque de fer qui fait office de table d'harmonie percée d'une petite ouïe ronde, triangulaire ou trapézoïdale. Un manche courbé s'y insère (planté dans la tête) où cinq à sept cordes en boyau sont attachées par des chevilles. Elles sont tendues en s'insérant dans le ventre du personnage (la table d'harmonie). Des fragments de verre figurent les yeux ; une perle orne une oreille. Deux jambes prolongent la caisse de résonance. 

## Jeu
L'instrument accompagne le chant des hommes.

## Liens
- J.S. Laurenty, Les Cordophones du Congo belge et du Ruanda-Urundi, Tervuren.
- Article + photos